# Patrick Motsepe
Patrick Motsepe (né le 1er juillet 1981 à Malolwane au Botswana) est un joueur de football international botswanais, qui évolue au poste de milieu de terrain.

## Biographie

### Carrière en sélection
Patrick Motsepe reçoit 15 sélections en équipe du Botswana, sans inscrire de but, entre 2009 et 2012.
Il joue son premier match en équipe nationale le 5 juillet 2009, contre l'Iran (match nul 1-1). Il reçoit sa dernière sélection le 13 octobre 2012, contre le Mali (défaite 1-4).
Il dispute un match contre l'Afrique du Sud rentrant dans le cadre des éliminatoires du mondial 2014 (match nul 1-1).
Il participe avec l'équipe du Botswana à la Coupe d'Afrique des nations 2012 organisée au Gabon et en Guinée équatoriale.